# Vidais
Vidais is een plaats (freguesia) in de Portugese gemeente Caldas da Rainha en telt 1 178 inwoners (2001).